# Герасимов, Филипп Филиппович
Фили́пп Фили́ппович Гера́симов (19 декабря 1921, Клюево, Островский район — 4 ноября 1991, Санкт-Петербург) — советский лётчик-ас истребительной авиации ВВС ВМФ СССР, участник Великой Отечественной войны, Герой Советского Союза (14.06.1942). Лишён звания Героя 14.11.1948 года, восстановлен в звании 30.09.1965 г. Мичман Военно-морского флота СССР (1966). 

## Биография
Филипп Герасимов родился 19 декабря 1921 года в деревне Клюево (ныне — Островский район Псковской области) в семье крестьянина.
Окончил семь классов школы, затем школу фабрично-заводского ученичества при Госмашзаводе № 7 города Ленинграда. Работал токарем на ленинградском заводе «Арсенал». В 1928—1939 годах учился в 1-м Ленинградском аэроклубе Осоавиахима.
С сентября 1939 года — в авиации ВМФ СССР. В 1941 году окончил Военно-морское авиационное училище имени Сталина в Ейске. С июня 1941 года сержант Ф. Герасимов проходил службу пилотом в составе 93-й отдельной эскадрильи, с августа — в 91-й отдельной эскадрилье ВВС Черноморского флота. 
С июля 1941 года — участник Великой Отечественной войны. Участвовал в обороне Одессы и Севастополя, прикрывал с воздуха Геленджик, Новороссийск и Поти.
В начале января 1942 года получил ранение. С марта 1942 года командовал звеном в 8-м (в апреле 1942 года ставшим 6-м гвардейским) истребительном авиаполку. Летал на самолётах «И-16», «У-2», «Як-1», «Як-7Б», «ЛаГГ-3», «Як-9».
К маю 1942 года гвардии лейтенант Филипп Герасимов совершил 238 боевых вылетов на штурмовку скоплений вражеских войск и техники, принял участие в 26 воздушных боях, в которых сбил 1 самолёт лично и 2 — в группе.
В апреле 1942 года успешно выполнил спецзадание штаба Черноморского флота. Герасимову первому удалось успешно посадить самолёт «У-2» в крымских горах, доставив местным партизанам радиста и рации. Ввиду невозможности покинуть горы на самолёте, Герасимов сжёг свой самолёт, а сам примкнул к группе партизан и перешёл с ними линию фронта.
Указом Президиума Верховного Совета СССР «О присвоении звания Героя Советского Союза начальствующему составу Военно-морского флота» от 14 июня 1942 года за «образцовое выполнение боевых заданий командования на фронте борьбы с немецкими захватчиками и проявленные при этом отвагу и геройство» удостоен звания Героя Советского Союза с вручением ордена Ленина и медали «Золотая Звезда» за номером 860.
После возвращения в свою часть продолжал совершать боевые вылеты. В конце ноября 1942 года Герасимов был сбит, приземлился на парашюте в ледяное море, был спасён пехотинцем, долго болел.
В марте 1943 года был назначен командиром звена 25-го истребительного авиаполка ВВС Черноморского флота. 
10 июля 1943 года за «недисциплинированность и пьянство» был разжалован в рядовые и направлен в штрафной взвод 255-й бригады морской пехоты. По словам самого Герасимова, он подвергся наказанию за избиение авиатехника, из-за которого он чуть не погиб на самолёте. В составе штрафной части участвовал в боях на Малой земле и Новороссийской десантной операции. Отличился в боях, уничтожив 2 дзота, 4 пулемётные точки и 7 солдат.
13 октября, отбыв наказание, был восстановлен в звании старшего лейтенанта и вернулся в свой полк. В декабре 1943 года переведён лётчиком в 9-й истребительный авиационный полк ВВС ВМФ ВВС Черноморского флота, вскоре стал там командиром звена. Участвовал в Крымской операции.
После завершения освобождения Крыма в мае 1944 года весь полк был передан в ВВС Балтийского флота и до конца войны участвовал в боях в Балтийском море. Принимал участие в Выборгской операции, потоплении крейсера ПВО «Ниобе», Прибалтийской операции, блокаде Курляндской группировки противника. Всего за время войны Ф. Ф. Герасимов совершил 385 боевых вылетов, принял участие в 44 воздушных боях, в которых по официальным данным сбил 6 самолётов лично и 4 — в группе, а по данным исследований М. Ю. Быкова — сбил 7 лично и 2 в группе.
После окончания войны Герасимов продолжил службу в авиации ВМФ СССР. 4 июня 1946 года военный трибунал ВВС Северо-Балтийского флота признал его виновным в оскорблении вышестоящего начальника и за нарушение воинской дисциплины и дискредитацию звания офицера приговорил по статье 193(5) УК РСФСР к 5 годам лишения свободы. 22 июня того же года он был лишён воинского звания «старший лейтенант» и уволен из ВМФ. 4 ноября 1948 года указом Президиума Верховного Совета СССР лишили звания Героя Советского Союза и всех государственных наград. Отбывал наказание в Воркуте.
Прибыл в Воркуту 9 апреля 1948 года. а условно-досрочно освободился 28 ноября 1950 года. Срок отбытия наказания сократили на 4 месяца. Личное дело Ф. Герасимова в архиве Воркутинского МВД не сохранилось. Оно было уничтожено ещё в 1956 году. После освобождения вернулся в Ленинград. Работал в строительной бригаде, рыбхозе.
В 1951 году судимость с Герасимова была снята. В 1964 году он приехал в Крым, где его считали погибшим и внесли к тому времени имя на мемориал павшим. По ходатайству бывших партизан указом Президиума Верховного Совета СССР от 30 сентября 1965 года Герасимов был восстановлен в звании Героя Советского Союза.
Вице-адмирал Н. М. Кулаков помог устроиться Герасимову в августе 1966 года в Ленинградское высшее военно-морское училище в статусе сверхсрочнослужащего, где он служил старшим инструктором кафедры живучести корабля. В декабре 1973 года в звании мичмана он вышел в отставку.
Проживал в Ленинграде. Умер 4 ноября 1991 года, похоронен на Песочинском кладбище Санкт-Петербурга.

## Награды
- Медаль «Золотая Звезда» Героя Советского Союза (14.06.1942);
- орден Ленина (14.06.1942);
- четыре ордена Красного Знамени (08.12.1941, 18.02.1942, 07.08.1944, 23.05.1945);
- орден Отечественной войны 1-й степени (11.03.1985);
- медали[5].